# 皮肯斯韦尔 (阿拉巴马州)
皮肯斯韦尔（英文：Pickensville），是美国阿拉巴马州下属的一座城市。面积约为7.73平方英里（约合20.01平方公里）。根据2010年美国人口普查，该市有人口608人，人口密度为78.69/平方英里（约合30.38/平方公里）。